# Omiški dekanat
Omiški dekanat je teritorijalno-pastoralna jedinica u sastavu Splitsko-makarske nadbiskupije i metropolije. Osnovan 1834. godine sa sjedištem u gradu Omišu, a obuhvaća 10 župa s lijeve obale rijeke Cetine i uz morsku obalu od Omiša do Vrulje. Granice dekanata često su se mijenjale tijekom vremena. Najveća promjena učinjena je 1957. godine kada je osnovan Poljički dekanat.
Do završetka Drugog svjetsko rata, omiški dekanat imao je četiri vicedekanata sa sjedištima u Gatima, Kostanjama, Kreševu-Katunima i Rogoznici. Omiškom dekanatu pripada 10 župa: Blato na Cetini, Katuni-Kreševo, Kučiće, Nova Sela, Omiš, Rogoznica, Slime, Svinišće, Zadvarje i Žeževica. Od početka svim župama upravljaju svjetovni svećenici, a sve župe pripadaju Splitsko-dalmatinskoj županiji.

## Vanjske poveznice
- Omiški dekanat, Splitsko-makarska nadbiskupija